# GKS Katowice (Eishockey)
Der Górniczy Klub Sportowy Katowice ist eine polnische Eishockeymannschaft aus Kattowitz, welche 1964 gegründet wurde. Die dem gleichnamigen Sportverein angehörende Eishockeyabteilung spielt 2016 erneut in der Ekstraliga.

## Geschichte

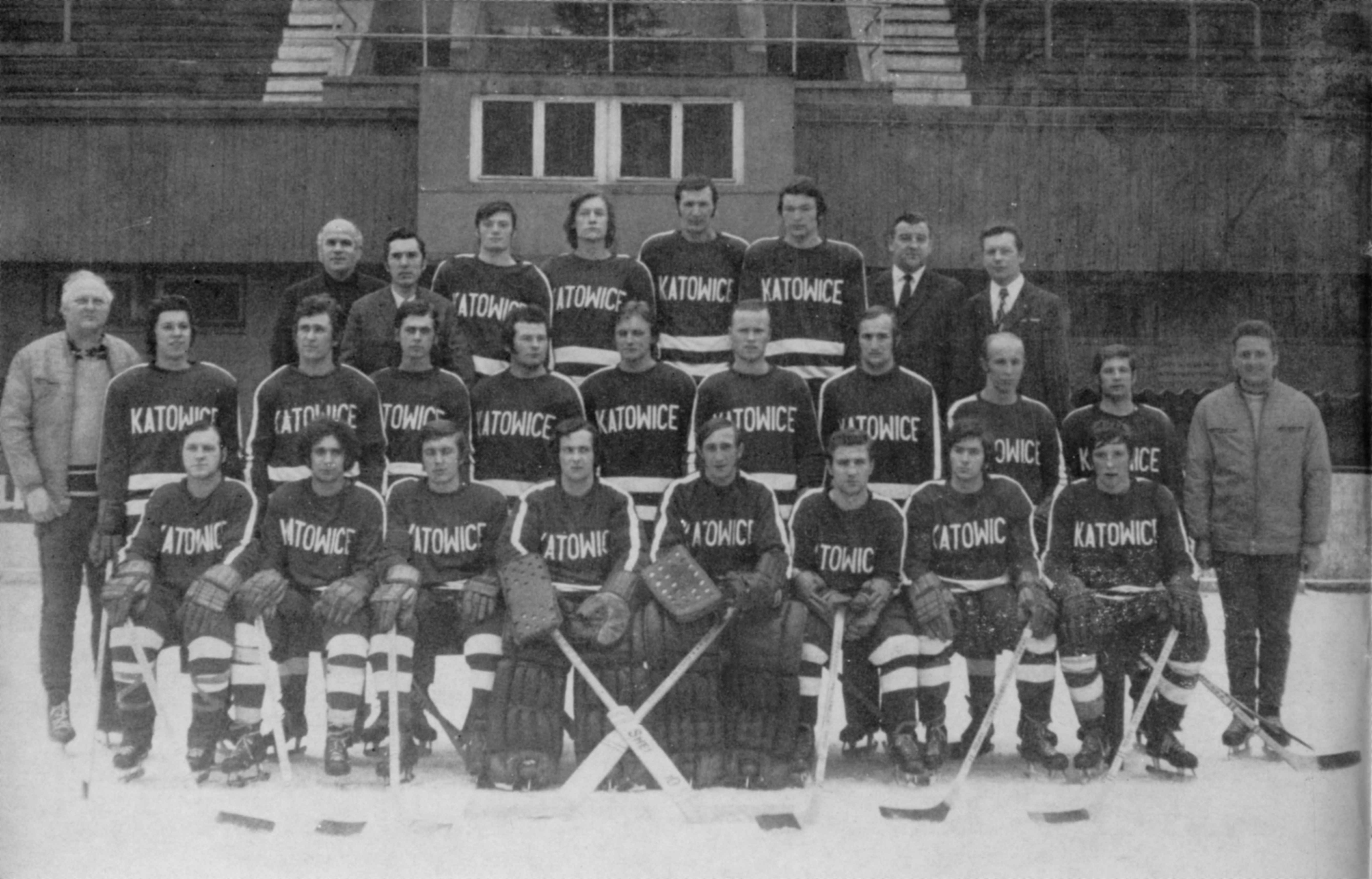
GKS Gornik Katowice (1973)

Die Eishockeyabteilung von GKS Katowice wurde 1920 als eigenständiger Verein unter dem Namen Gornik Katowice gegründet, ehe sie 1964 nach einer Vereinsfusion GKS Katowice angeschlossen wurde. Die Mannschaft gehörte vor allem von Ende der 1950er bis Anfang der 1970er Jahre zu den besten Teams der Ekstraliga, als die Mannschaft innerhalb von 13 Jahren sechs Mal den polnischen Meistertitel gewann. In der Saison 2004/05 stieg die Mannschaft in die zweitklassige I liga ab. 2013 gelang ihr die Rückkehr in die oberste Spielklasse. Dort erreichte sie in der ersten Spielzeit nach dem Aufstieg mit einem siebten Platz in der Vorrunde das Playoff-Viertelfinale. Aber bereits 2015 musste das Team als Tabellenletzter mit nur zwei Siegen aus 48 Spielen den erneuten Abstieg in die I liga hinnehmen. Seit 2016 spielt die Mannschaft wieder in der Ekstraliga und konnte gleich auf Anhieb die Playoffs erreichen, wo sie allerdings bereits im Viertelfinale mit 0:4-Niederlagen am späteren Vizemeister GKS Tychy scheiterte. 2019 gewann die Mannschaft die Hauptrunde, scheiterte dann aber im Playoff-Halbfinale an KS Cracovia. 2022 und 2023 gewann der Klub nach mehr als fünfzigjähriger die siebente und achte Meisterschaft der Vereinsgeschichte.

## Erfolge
- Polnischer Meister (8×): 1958, 1960, 1962, 1965, 1968, 1970, 2022, 2023
- 3. Platz beim IIHF Continental Cup 2019

## Bekannte Spieler
- Damian Adamus
- Jerzy Christ
- Krzysztof Oliwa
- Jacek Płachta
- Marek Stebnicki
- Andrei Troschtschinski